# Spektroskopia fotoemisyjna

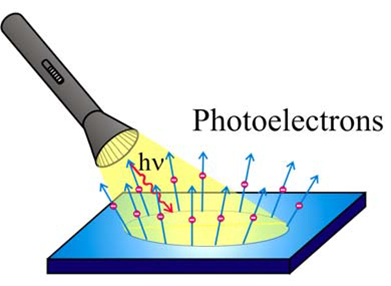
Efekt fotoelektryczny

Spektroskopia fotoemisyjna (spektroskopia fotoelektronowa; PES, z ang. photoemission spectroscopy) – jedna z głównych odmian spektroskopii elektronowej, polegająca na analizie rozkładu energii kinetycznej fotoelektronów emitowanych w wyniku wzbudzenia próbki promieniowaniem elektromagnetycznym z danego zakresu. W metodyce spektroskopii wykorzystywane jest zjawisko fotoelektryczne.

## Podstawy fizyczne
Monochromatyczna wiązka pierwotna (charakterystyczne promieniowanie rentgenowskie, nadfioletowe lub synchrotronowe) jest kierowana na badaną próbkę. W wyniku oddziaływania wiązki pierwotnej z materiałem następuje wybicie elektronów (zwanych fotoelektronami, gdyż powstały w wyniku fotoemisji) z atomów ulokowanych na powierzchni próbki. Ich energia kinetyczna jest bezpośrednio mierzona przez detektor.
Metody PES można podzielić na:
- spektroskopię fotoelektronów w zakresie promieniowania X (XPS)
- spektroskopię fotoelektronów w zakresie promieniowania UV (UPS)

Istnieje również szereg pochodnych metod PES wyróżniających się wprowadzeniem:
- kątowej zdolności rozdzielczej (ARPES)
- fotoemisji rezonansowej (SPPES i SPARPES)
- analizy spinu (RPES)

## Widmo PES
Wynikiem przeprowadzenia spektroskopii fotoemisyjnej jest wyznaczenie liczby zliczeń fotoelektronów w funkcji energii wiązania. Elektrony mogą zostać niesprężyście rozproszone podczas transportu w próbce. Energia kinetyczna cząstek po opuszczeniu powierzchni materiału jest niższa w stosunku do elektronów nierozproszonych. Elektrony są rozpraszane także w drodze do detektora. Fotoelektrony, które utraciły swą energię kinetyczną w wyniku powyższego mechanizmu tworzą tło widma.
Uzyskanie wysokiej próżni jest konieczne ze względu na czułość metody PES na skład powierzchni.

## Aparatura
Standardowa aparatura wykorzystywana w metodach PES musi zawierać:
- źródło wiązki pierwotnej (lampa rentgenowska, lampa ultrafioletowa, synchrotron)
- detektor zależy od wybranej metody
- układ próżniowy
- układ zasilający i chłodzący